# Satellite Awards 1996
Die 1. Verleihung der US-amerikanischen Satellite Awards, welche die International Press Academy (IPA) jedes Jahr in verschiedenen Film- und Medienkategorien vergibt, fand am Mittwoch, den 15. Januar 1997, in Beverly Hills statt. Präsentiert wurden die 1. Satellite Awards, bei denen die Filme und Serien des Jahres 1996 geehrt wurden, durch Stacy Keach.

## Gewinner und Nominierte im Bereich Film
| Film                                           | N | A |
| ---------------------------------------------- | - | - |
| Der englische Patient                          | 9 | 3 |
| Evita                                          | 7 | 3 |
| Fargo                                          | 5 | 3 |
| Shine – Der Weg ins Licht                      | 5 | 2 |
| Hamlet                                         | 5 | 0 |
| Breaking the Waves                             | 4 | 1 |
| William Shakespeares Romeo + Julia             | 4 | 1 |
| Mars Attacks!                                  | 4 | 0 |
| Moll Flanders                                  | 4 | 0 |
| Jerry Maguire – Spiel des Lebens               | 3 | 2 |
| Alle sagen: I love you                         | 3 | 0 |
| Hexenjagd                                      | 3 | 0 |
| Lügen und Geheimnisse                          | 3 | 0 |
| Portrait of a Lady                             | 3 | 0 |
| The Birdcage – Ein Paradies für schrille Vögel | 2 | 0 |
| Der Club der Teufelinnen                       | 2 | 0 |
| Cold Comfort Farm                              | 2 | 0 |
| Herzen in Aufruhr                              | 2 | 0 |
| Independence Day                               | 2 | 2 |
| Larry Flynt – Die nackte Wahrheit              | 2 | 2 |
| Lone Star                                      | 2 | 1 |
| Ridicule – Von der Lächerlichkeit des Scheins  | 2 | 0 |

### Bester Film (Drama)
Fargo 
- Der englische Patient
- Lone Star
- Lügen und Geheimnisse
- Shine – Der Weg ins Licht
- Trainspotting – Neue Helden

### Bester Film (Komödie/Musical)
Evita 
- Cold Comfort Farm
- Alle sagen: I love you
- Flirting with Disaster – Ein Unheil kommt selten allein
- Swingers

### Bester Hauptdarsteller (Drama)
Geoffrey Rush – Shine – Der Weg ins Licht 

 James Woods – Killer – Tagebuch eines Serienmörders 
- Christopher Eccleston – Herzen in Aufruhr
- Ralph Fiennes – Der englische Patient
- William H. Macy – Fargo
- Billy Bob Thornton – Sling Blade – Auf Messers Schneide

### Beste Hauptdarstellerin (Drama)
Frances McDormand – Fargo 
- Brenda Blethyn – Lügen und Geheimnisse
- Kristin Scott Thomas – Der englische Patient
- Emily Watson – Breaking the Waves
- Robin Wright Penn – Moll Flanders

### Bester Hauptdarsteller (Komödie/Musical)
Tom Cruise – Jerry Maguire – Spiel des Lebens 
- Nathan Lane – The Birdcage – Ein Paradies für schrille Vögel
- Eddie Murphy – Der verrückte Professor
- Jack Nicholson – Mars Attacks!
- Stanley Tucci – Big Night

### Beste Hauptdarstellerin (Komödie/Musical)
Gwyneth Paltrow – Jane Austens Emma 
- Glenn Close – 101 Dalmatiner
- Shirley MacLaine – Mrs. Winterbourne
- Heather Matarazzo – Willkommen im Tollhaus
- Bette Midler – Der Club der Teufelinnen

### Bester Nebendarsteller (Drama)
Armin Mueller-Stahl – Shine – Der Weg ins Licht 
- Steve Buscemi – Fargo
- Robert Carlyle – Trainspotting – Neue Helden
- Jeremy Irons – Gefühl und Verführung
- John Lynch – Moll Flanders
- Paul Scofield – Hexenjagd

### Beste Nebendarstellerin (Drama)
Courtney Love – Larry Flynt – Die nackte Wahrheit 
- Joan Allen – Hexenjagd
- Stockard Channing – Moll Flanders
- Miranda Richardson – Jahre der Zärtlichkeit – Die Geschichte geht weiter
- Kate Winslet – Hamlet

### Bester Nebendarsteller (Komödie/Musical)
Cuba Gooding Jr. – Jerry Maguire – Spiel des Lebens 
- Woody Allen – Alle sagen: I love you
- Danny DeVito – Matilda
- Gene Hackman – The Birdcage – Ein Paradies für schrille Vögel
- Ian McKellen – Cold Comfort Farm

### Beste Nebendarstellerin (Komödie/Musical)
Debbie Reynolds – Mother 
- Lauren Bacall – Liebe hat zwei Gesichter
- Goldie Hawn – Alle sagen: I love you
- Sarah Jessica Parker – Der Club der Teufelinnen
- Renée Zellweger – Jerry Maguire – Spiel des Lebens

### Bester fremdsprachiger Film
Breaking the Waves, Dänemark
- Bitter Sugar (Azúcar amarga), Dominikanische Republik, USA
- Biester (Le cérémonie), Frankreich
- Kolya (Kolja), Tschechien
- Gefangen im Kaukasus (Kawkasski plennik), Russland
- Ridicule – Von der Lächerlichkeit des Scheins (Ridicule), Frankreich

### Bester Film (Animationsfilm oder Real-/Animationsfilm)
Der Glöckner von Notre Dame 
- James und der Riesenpfirsich
- Mars Attacks!
- Muppets – Die Schatzinsel
- Space Jam

### Beste Regie
Joel Coen – Fargo 
- Scott Hicks – Shine – Der Weg ins Licht
- Mike Leigh – Lügen und Geheimnisse
- Anthony Minghella – Der englische Patient
- Lars von Trier – Breaking the Waves

### Bestes adaptiertes Drehbuch
Der englische Patient – Anthony Minghella
- Hexenjagd – Arthur Miller
- Herzen in Aufruhr – Hossein Amini
- Portrait of a Lady – Laura Jones
- Trainspotting – Neue Helden – John Hodge

### Bestes Originaldrehbuch
Lone Star – John Sayles 

 Larry Flynt – Die nackte Wahrheit – Scott Alexander und Larry Karaszewski
- Fargo – Ethan und Joel Coen
- Shine – Der Weg ins Licht – Jan Sardi
- Sling Blade – Auf Messers Schneide – Billy Bob Thornton

### Beste Filmmusik
Der englische Patient – Gabriel Yared
- Hamlet – Patrick Doyle
- Mars Attacks! – Danny Elfman
- Michael Collins – Elliot Goldenthal
- Sling Blade – Auf Messers Schneide – Daniel Lanois

### Bester Filmsong
You Must Love Me von Andrew Lloyd Webber und Tim Rice – Evita 
- God Give Me Strength – Grace of My Heart
- Kissing You – William Shakespeares Romeo + Julia
- That Thing You Do! – That Thing You Do!
- Walls – She’s the One

### Beste Kamera
Der englische Patient – John Seale
- Breaking the Waves
- Evita
- Hamlet
- William Shakespeares Romeo + Julia

### Beste Visuelle Effekte
Independence Day – Volker Engel und Douglas Smith
- Dragonheart – Scott Squires
- Mars Attacks! – Jim Mitchell, Michael L. Fink und David Andrews
- Star Trek: Der erste Kontakt – John Knoll
- Twister – Stefen Fangmeier

### Bester Filmschnitt
Independence Day – David Brenner
- Der englische Patient
- Fargo
- Mission: Impossible
- William Shakespeares Romeo + Julia

### Bestes Szenenbild
William Shakespeares Romeo + Julia – Catherine Martin
- Der englische Patient
- Evita
- Hamlet
- Portrait of a Lady

### Bestes Kostümdesign
Evita – Penny Rose
- Hamlet
- Moll Flanders
- Portrait of a Lady
- Ridicule – Von der Lächerlichkeit des Scheins

## Gewinner und Nominierte im Bereich Fernsehen
| Serie                                   | N | A |
| --------------------------------------- | - | - |
| New York Cops – NYPD Blue               | 4 | 0 |
| Akte X – Die unheimlichen Fälle des FBI | 3 | 2 |
| Hinterm Mond gleich links               | 3 | 2 |
| Chicago Hope – Endstation Hoffnung      | 3 | 1 |
| Gullivers Reisen                        | 3 | 1 |
| The Larry Sanders Show                  | 3 | 1 |
| Rasputin                                | 3 | 1 |
| Emergency Room – Die Notaufnahme        | 3 | 0 |

### Beste Fernsehserie (Drama)
Akte X – Die unheimlichen Fälle des FBI 
- Chicago Hope – Endstation Hoffnung
- Emergency Room – Die Notaufnahme
- Homicide
- New York Cops – NYPD Blue

### Beste Fernsehserie (Komödie/Musical)
The Larry Sanders Show 
- Hinterm Mond gleich links
- Cybill
- Seinfeld
- Chaos City

### Beste Miniserie oder bester Fernsehfilm
Gullivers Reisen 
- Die Belagerung von Ruby Ridge
- Haus der stummen Schreie
- Stolz und Vorurteil
- The Summer of Ben Tyler

### Bester Darsteller in einer Serie (Drama)
David Duchovny – Akte X – Die unheimlichen Fälle des FBI 
- Andre Braugher – Homicide
- Anthony Edwards – Emergency Room – Die Notaufnahme
- Hector Elizondo – Chicago Hope – Endstation Hoffnung
- Dennis Franz – New York Cops – NYPD Blue

### Beste Darstellerin in einer Serie (Drama)
Christine Lahti – Chicago Hope – Endstation Hoffnung 
- Gillian Anderson – Akte X – Die unheimlichen Fälle des FBI
- Kim Delaney – New York Cops – NYPD Blue
- Julianna Margulies – Emergency Room – Die Notaufnahme
- Kimberly Williams-Paisley – Beziehungsweise

### Bester Darsteller in einer Serie (Komödie/Musical)
John Lithgow – Hinterm Mond gleich links 
- Michael J. Fox – Chaos City
- Michael Richards – Seinfeld
- Garry Shandling – The Larry Sanders Show
- Rip Torn – The Larry Sanders Show

### Beste Darstellerin in einer Serie (Komödie/Musical)
Jane Curtin – Hinterm Mond gleich links 
- Fran Drescher – Die Nanny
- Helen Hunt – Verrückt nach dir
- Cybill Shepherd – Cybill
- Lea Thompson – Caroline in the City

### Bester Darsteller in einer Miniserie oder einem Fernsehfilm
Alan Rickman – Rasputin 
- Beau Bridges – Zwischen den Welten
- Ted Danson – Gullivers Reisen
- Eric Roberts – Kaltblütig
- James Woods – The Summer of Ben Tyler

### Beste Darstellerin in einer Miniserie oder einem Fernsehfilm
Helen Mirren – Heißer Verdacht 
- Kirstie Alley – Frage nicht nach morgen
- Lolita Davidovich – Die Glut der Gewalt
- Laura Dern – Die Belagerung von Ruby Ridge
- Jena Malone – Zwischen den Welten

### Bester Nebendarsteller
Stanley Tucci – Murder One 
- Brian Dennehy – Blutige Macht – So wahr uns Mord helfe
- Ian McKellen – Rasputin
- Anthony Quinn – Der Untergang der Cosa Nostra
- Treat Williams – The Late Shift

### Beste Nebendarstellerin
Kathy Bates – The Late Shift 
- Cher – Haus der stummen Schreie
- Gail O’Grady – New York Cops – NYPD Blue
- Greta Scacchi – Rasputin
- Alfre Woodard – Gullivers Reisen